# NK Zadrugar Oprisavci
NK Zadrugar je nogometni klub iz Oprisavaca. U sezoni 2009./10. se natječe u 4. HNL – Istok.
Najveći uspjeh kluba je igranje u 3. HNL – Istok, npr u sezoni 2005./06.